# Verona
Verona (phát âm tiếng Ý: [veˈroːna] ⓘ; Venetian: Verona hoặc Veròna) là một thành phố nằm bên bờ sông Adige, thuộc tỉnh Verona, vùng Veneto, bắc Ý. Thành phố có dân số 258.108 người và là một trong bảy thủ phủ của tỉnh này. Verona là đô thị lớn thứ hai trong vùng và thứ ba của đông bắc Ý. Thành phố đô thị của Verona có diện tích 1.426 km2 (550,58 dặm vuông Anh) và dân số 714.274 người. Đây là một trong những điểm du lịch chính ở bắc Ý nhờ di sản nghệ thuật của nó, chương trình hội chợ, vở opera, đấu trường Verona, nhà hát vòng tròn cổ đại được xây dựng bởi những người La Mã.
Hai trong số những vở kịch nổi tiếng của William Shakespeare lấy bối cảnh ở Verona, đó là Romeo và Juliet và Hai quý ông của Verona. Không biết Shakespeare đã từng đến thăm Verona hay nước Ý hay chưa nhưng những vở kịch của ông đã thu hút nhiều du khách đến thăm Verona và các thành phố lân cận. Verona đã được tuyên bố là di sản thế giới của UNESCO vì cấu trúc đô thị và kiến trúc.

## Địa lý
Thành phố nằm dọc bờ sông Adige, nơi con sông chảy qua đồng bằng Padana, cách hồ Garda khoảng 30 km về phía đông. Thành phố cao 59m so với mực nước biển, ở cuối khu vực nam của núi Lessini. Thời cổ đại, thành phố là một nút thắt giao thông quan trọng trong hệ thống đường thủy và đường bộ của vùng đông bắc Ý. Vào thời đại La Mã, Verona là ngã tư của bốn con đường giao thương: via Gallica, via Claudia Augusta, vicum Veronensium, via Postumia. Cho đến ngày nay Verona vẫn chiếm giữ vị trí địa lý quan trọng trên tuyến đường bộ, đường sắt nối liền vùng đông bắc Ý và miền trung Ý.
Verona có một khí hậu lục địa ôn hoà ngay cả khi chịu ảnh hưởng của khí hậu địa trung hải do hồ thủy điện (trong lòng hồ Garda) gây ra. Vào mùa hè, nhiệt độ khá cao trong khi mùa đông rất khắc nghiệt. Độ ẩm trung bình trong năm cao, đặc biệt vào mùa đông, gây ra hiện tượng sương mù xảy ra từ hoàng hôn đến tận sáng hôm sau. Nhiệt độ trung bình của tháng 7 ở mức 24 °C trong khi tháng 1 là 1 °C.
Lượng mưa tập trung vào khoảng cuối tháng tư và đầu tháng 6, và giữa tháng 10 đến đầu tháng 11. Tháng 8 mưa nhiều nhất trong năm với lượng mưa trung bình khoảng. Mùa đông bắt đầu từ cuối tháng 11 đến tháng 3, đây cũng là thời gian ít mưa nhất, với lượng mưa trung bình trên 50mm/tháng mặc dù đây là thời điểm ẩm ướt nhất.

## Lịch sử
Các chi tiết chính xác về lịch sử của Verona vẫn còn là một bí ẩn. Một lý thuyết là nó là một thành phố của Euganei, những người có nghĩa vụ phải trao nó cho Cenomani (550 TCN). Với việc chinh phục vùng thung lũng Po, lãnh thổ Veronese trở thành La Mã (khoảng năm 300 TCN). Verona trở thành một thuộc địa La Mã năm 89 TCN, sau đó là một khu đô thị vào năm 49 TCN khi công dân của nó được gán cho bộ lạc Roman Poblilia hoặc Publicia.
Thành phố trở nên quan trọng bởi vì nó nằm ở giao lộ của nhiều con đường. Stilicho đánh bại Alaric và Visigoths của ông ở đây vào năm 403. Nhưng sau khi Verona bị chinh phục bởi Ostrogoths năm 489, sự thống trị Gothic của Ý bắt đầu. Theoderic Đại Đế được cho là đã xây dựng một cung điện ở đó. Nó vẫn dưới quyền lực của Goths trong suốt Chiến tranh Gothic (535-552), ngoại trừ một ngày duy nhất trong năm 541, khi sĩ quan Byzantine Artabazes thực hiện một lối vào. Sự đào tẩu diễn ra giữa các tướng của Byzantine đối với chiến lợi phẩm làm cho Goths giành lại được sự chiếm hữu của thành phố. Năm 552 Valerian vô ích cố gắng để vào thành phố, nhưng chỉ khi họ bị lật đổ hoàn toàn mà Goths đầu hàng.
Năm 569, nó được tiếp quản bởi Alboin, Vua của Lombard, trong đó vương quốc nó, và nó là thành phố quan trọng thứ hai của vương quốc. Ở đó, Alboin đã bị chính vợ mình giết chết năm 572. Các người cai quản Treviso thường cư trú ở đó. Tại Verona Adalgisus, con trai của Desiderius, năm 774 đã thực hiện cuộc tuyệt vọng cuối cùng chống lại Charlemagne, người đã phá hủy vương quốc Lombard. Verona sau đó là nơi thường trú của các vị vua của Ý, chính quyền thành phố trở thành di truyền trong gia đình của Count Milo, tiền thân của đế chế San Bonifacio. Từ 880 đến 951 hai Berengarii cư trú ở đó. Otto I nhượng cho Verona một phụ thuộc thuần túy vào Công quốc Bavaria.
Khi Ezzelino III da Romano được bầu podestà, năm 1226, ông đã có thể chuyển đổi chức vụ thành một quyền quản trị vĩnh viễn, vào năm 1257 ông đã gây ra 11.000 người Paduans trên đồng bằng Verona (Campi di Verona). Sau cái chết của ông, Đại hội đồng được bầu làm podestà Mastino I della Scala, và ông đã biến "signoria" thành một sở hữu gia đình, mặc dù để lại cho các thành phố này một phần trong chính phủ. Không được bầu lại podestà năm 1262, ông đã thực hiện một cuộc đảo chính, và được ca ngợi capitano del popolo, với sự chỉ huy của các cấp xã. Không có sự bất hòa nội bộ lâu dài mà ông đã thành công trong việc thiết lập văn phòng mới này, mà nó đã được gắn liền với chức năng xác nhận podestà. Năm 1277, Mastino dello Scala đã bị giết bởi phe của các quý tộc.
Triều đại của con ông là Alberto là capitano (1277-1302) là một cuộc chiến liên tục chống lại đế chế San Bonifacio, người đã được sự trợ giúp của House of Este. Trong số các con trai ông, Bartolomeo, Alboino và Cangrande I, chỉ có người cuối cùng chia sẻ chính quyền (1308); Ông là vĩ đại như chiến binh, hoàng tử, và bảo trợ nghệ thuật; Ông đã bảo vệ Dante, Petrarch, và Giotto. Theo chiến tranh hay hiệp ước, ông đã kiểm soát thành phố Padua (1328), Treviso (1308) và Vicenza. Vào thời điểm này trước khi Black chết, thành phố là nơi có hơn 40.000 người.
Cangrande được kế vị bởi Mastino II (1329-1351) và Alberto, con của Alboino. Mastino tiếp tục chính sách của người chú, chinh phục Brescia năm 1332 và mang quyền lực vượt ra ngoài Po. Ông mua Parma (1335) và Lucca (1339). Sau khi Vua Pháp, ông là hoàng tử giàu nhất thời của ông. Nhưng một giải đấu mạnh mẽ đã được hình thành chống lại ông vào năm 1337 - Florence, Venice, Visconti, Este, và Gonzaga. Sau một cuộc chiến kéo dài 3 năm, Scaliger đã được giảm xuống Verona và Vicenza (con gái của Mastino là Regina-Beatrice della Scala kết hôn với Barnabò Visconti). Con trai của Mastino Cangrande II (1351-1359) là một bạo chúa độc ác, tàn bạo và đáng ngờ; Không tin tưởng vào chủ đề của mình, anh đã vây quanh mình với những người lính đánh thuê Brandenburg. Ông bị giết bởi anh trai Cansignorio (1359-1375), người đã làm đẹp thành phố bằng cung điện, cung cấp cho nó aqueducts và cầu, và thành lập kho bạc nhà nước. Anh ta cũng đã giết anh trai khác, Paolo Alboino. Fratricide dường như đã trở thành một gia đình, Antonio (1375-87), anh trai tự nhiên của Cansignorio, đã giết anh trai Bartolomeo của ông, do đó kích động sự phẫn nộ của người dân, người bỏ rơi anh ta khi Gian Galeazzo Visconti của Milan chiến tranh với anh ta. Sau khi cạn kiệt nguồn lực của mình, anh ta đã chạy trốn khỏi Verona vào lúc nửa đêm (19 tháng 10 năm 1387), chấm dứt sự thống trị của Scaliger, tuy nhiên, vẫn tồn tại trong các đài kỷ niệm của nó.
Năm 1387 cũng là năm nổi tiếng của Trận Castagnaro, giữa Giovanni Ordelaffi, Verona, và John Hawkwood, cho Padua, người đã chiến thắng.
Con trai của Antonio Canfrancesco cố gắng vô ích để phục hồi Verona (1390). Guglielmo (1404), con trai tự nhiên của Cangrande II, đã may mắn hơn; Với sự ủng hộ của người dân, ông lái xe ra khỏi Milanese, nhưng ông qua đời mười ngày sau đó, và Verona sau đó nộp cho Venice (1405). Các đại diện cuối cùng của Scaligeri sống ở triều đình và liên tục tìm cách phục hồi Verona nhờ sự trợ giúp của những cuộc nổi dậy nổi tiếng.
Từ năm 1508 đến năm 1517, thành phố này có quyền lực của Hoàng đế Maximilian I. Có rất nhiều vụ bùng phát dịch hạch, vào năm 1629-33, Ý bị tấn công tồi tệ nhất trong thời hiện đại. Khoảng hơn 33.000 người đã chết ở Verona (trên 60% dân số vào thời điểm đó) vào năm 1630-1631 [3].
Năm 1776 đã được phát triển một phương pháp của bellringing được gọi là Veronese bellringing nghệ thuật. Verona bị chiếm đóng bởi Napoleon vào năm 1797, nhưng vào ngày Thứ Hai Phục Sinh dân chúng đã tăng và lái xe ra khỏi Pháp. Sau đó Napoléon kết thúc Cộng hòa Venetian. Verona trở thành lãnh thổ Áo khi Napoleon ký kết Hiệp ước Campo Formio vào tháng 10 năm 1797. Người Áo chiếm quyền kiểm soát thành phố vào ngày 18 tháng 1 năm 1798. Nó được lấy từ Áo bởi Hiệp ước Pressburg năm 1805 và trở thành một phần của Vương quốc Ý của Napoléon, nhưng Đã được quay trở lại Áo sau thất bại của Napoléon vào năm 1814, khi nó trở thành một phần của Vương quốc Lombardy-Venetia do Áo quản lý. Năm 1866, sau Chiến tranh Sáu tuần, Verona, cùng với phần còn lại của Venetia, đã trở thành một phần của Ý.
Sự ra đời của chủ nghĩa phát xít đã thêm một chương khác vào cuốn niên giám của Verona. Như trên toàn nước Ý, dân Do Thái bị Manifesto of Race, một loạt luật chống Do Thái đã thông qua vào năm 1938, và sau khi Đức Quốc xã xâm chiếm năm 1943, đã trục xuất đến các trại tập trung của Đức quốc xã. Pháo đài Áo (nay là nhà thờ, Santuario della Madonna di Lourdes), đã từng bị giam và tra tấn quân đội đồng minh, người Do Thái và những người chống chủ nghĩa phát xít, đặc biệt là sau năm 1943, khi Verona trở thành một phần của Cộng hòa xã hội Ý.
Như trong thời Áo, Verona trở nên có tầm quan trọng chiến lược quan trọng đối với chế độ. Galeazzo Ciano, con rể của Benito Mussolini, bị cáo buộc âm mưu chống lại nền cộng hòa; Trong một cuộc thử nghiệm hiển thị được tiến hành bởi hệ thống trật tự Nazi và phát xít tại Castelvecchio (phiên toà ở Verona), Ciano đã bị xử tử trên bờ Adige cùng với nhiều sĩ quan khác trong ngày hôm nay qua Via Colombo. Điều này đánh dấu một bước ngoặt nữa trong việc leo thang bạo lực chỉ kết thúc với sự giải phóng cuối cùng của quân đội đồng minh và đảng phái vào năm 1945.
Sau Thế chiến thứ hai, khi Ý xâm nhập vào NATO, Verona một lần nữa lại giành được tầm quan trọng chiến lược vì sự gần gũi của nó với Bức màn sắt. Thành phố này đã trở thành ghế của SETAF (Lực lượng Đồng minh Nam Âu) và trong suốt thời kỳ Chiến tranh Lạnh có một sự hiện diện quân sự mạnh mẽ, đặc biệt là Mỹ, chỉ giảm trong những năm gần đây. Giờ đây, Verona là một thành phố quan trọng và năng động, rất tích cực về mặt kinh tế, cũng như một điểm thu hút khách du lịch rất quan trọng vì lịch sử của nó, nơi mà quá khứ La Mã sống song song với Verona thời Trung Cổ, theo một số ý nghĩa mang lại kiến trúc Và các họa tiết nghệ thuật.

## Người dân nổi tiếng
- Aleardo Aleardi, nhà thơ
- Paolo Bellasio, nhà soạn nhạc
- Damiano Cunego, cua rơ
- Girolamo Fracastoro, nhà thơ
- Giovanni Francesco Caroto, họa sĩ
- Catullus, nhà thơ
- Franco Donatoni, nhà soạn nhạc
- Giovanni Giocondo, kiến trúc sư
- Romano Guardini, nhà thần học
- Marc' Antonio Ingegneri, nhà soạn nhạc, thầy của Claudio Monteverdi
- Cesare Lombroso, nhà tội phạm học
- Scipione Maffei, nhà văn
- Marcantonio Negri, nhà soạn nhạc
- Ippolito Pindemonte, nhà thơ
- Ratherius, nhà văn
- Vincenzo Ruffo, nhà soạn nhạc
- Emilio Salgari, tiểu thuyết gia
- Antonio Salieri, nhà soạn nhạc
- Michele Sammicheli, kiến trúc sư
- Bartolomeo Tromboncino, nhà soạn nhạc
- Paolo Caliari, họa sĩ
- Mario Capecchi, người đoạt Giải Nobel Y khoa năm 2007
- Gigliola Cinquetti, ca sĩ
- Bella
- Romeo và Juliet, hai nhân vật hư cấu trong vở kịch Romeo và Juliet của William Shakespeare

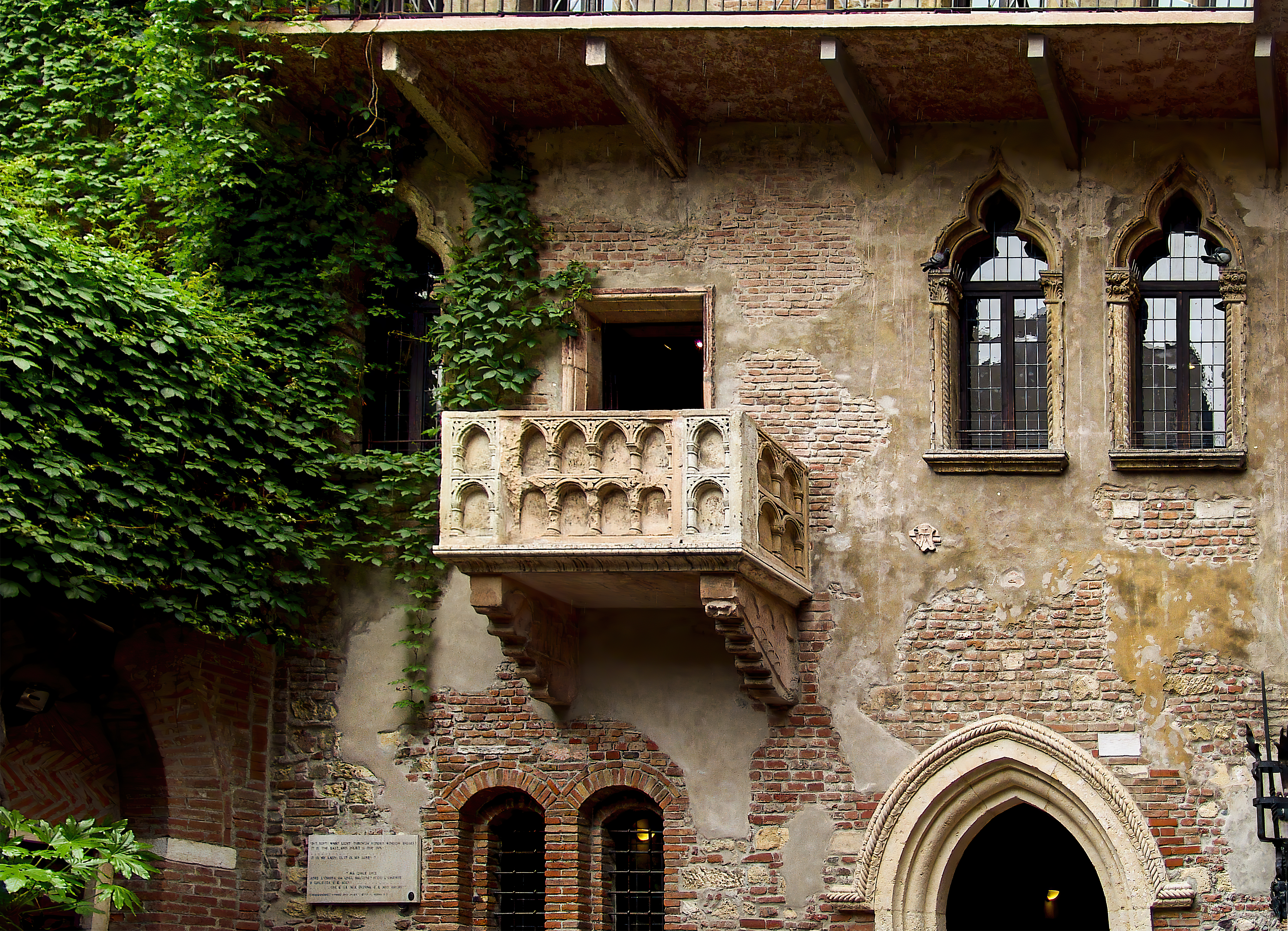
Ban công nhà Juliet

## Kết nghĩa
- Mashhad, Iran
- Pula, Croatia
- Nîmes, Pháp
- Munich, [[Đức
- Salzburg, Áo
- Bethlehem, Palestine
- Raanana, Israel
- Košice, Slovakia
- Nagahama, Nhật Bản
- Fresno, Hoa Kỳ
- Albany, Hoa Kỳ
- Detmold, Đức